# محبوبه کارمل
محبوبه کارمل در سال ۱۹۳۴ در کابل متولد شد. وی پس از پایان دانشکده ادبیات دانشگاه کابل، در مکاتب/مدارس مختلف کابل مشغول تدریس شد. او از سال ۱۹۷۹ تا ۱۹۸۶ بانوی اول افغانستان بود. خانم کارمل در سال ۱۹۸۱ 'پرورشگاه وطن' را ایجاد کرد و این پرورشگاه برعلاوه کابل در چندین ولایت افغانستان از کودکان بی‌بضاعت مواظبت می‌کرد. او تا سال ۱۹۸۶ ریاست این پرورشگاه را به عهده داشت. خانم کارمل در حال حاضر در آلمان زندگی می‌کند.